# Passió segons Sant Marc, BWV 247
La Passió segons Sant Marc (títol original en alemany Markus-Passion) és una obra de Johann Sebastian Bach, amb número de catàleg BWV 247.

## Les interpretacions
La Passió segons sant Marc es va estrenar a Leipzig el Divendres sant (23 de març) de 1731. El Divendres Sant de 1744 se'n va interpretar una versió revisada, amb dues àries addicionals.

## Llibret
El llibret és de Christian Friedrich Henrici (1700-1764), conegut com a Picander, que el va publicar a les pàgines 49-67 del tercer volum de les seves obres poètiques: Picanders Ernst-Schertzhaffte und satÿrische Gedichte, dritter Theil (Leipzig : J. Th. Boeti, 1732).
L'obra és de dimensions reduïdes (47 números); reprèn els capítols 14 i 15 de l'Evangeli de Sant Marc. La proporció dels corals (16 números sobre 46) és important (més d'un terç, mentre que a la Passió segons Sant Mateu n'hi ha menys d'una quarta part).

## El problema de la partitura
La partitura autògrafa es va perdre. L'anàlisi tendeix a provar que aquesta Passió va ser composta pel procediment de paròdia musical (al contrari de les altres dues passions), principalment per la cita in extenso de la Trauer Ode (BWV 198) i la reutilització de dues àries de la cantata Widerstehe doch der Sünde (BWV 54). A més, sembla que dos cors es van reutilitzar a l'Oratori de Nadal.
A partir d'aquests elements (àries, cors i corals), s'han realitzat diverses temptatives de reconstrucció que afegeixen la música dels elements absents: els recitatius de l'evangelista o de la resta dels personatges, els cors de la multitud (turba) i l'harmonització dels corals. Així mateix, es desconeix la tonalitat general. La majoria d'aquestes reconstruccions reprenen, més o menys fidelment, els recitatius de la Passió segons sant Marc de Reinhard Keiser (1674-1739), que el mateix Bach havia adaptat per interpretar-la a Weimar el 1713.

## Les reconstruccions

### Diethard Hellman (1964, 1976, 1999)
La reconstrucció de Diethard Hellman, acabada el 1964, està basada únicament en les paròdies de la Trauer-Ode. Una edició de 1976 afegeix alguns cors destinats a ser utilitzats amb una versió parlada de l'Evangeli. El 1999, la casa de música Carus-Verlag va publicar la reconstrucció de Hellman amb noves àries i recitatius composts per Johannes Koch, teòleg holandès del segle xvii.

### Andor Gomme (1997)
El 1997, Andor Gomme va editar a Bärenreiter una reconstrucció també basada en la Trauer-Ode, amb cors extrets de les cantates 204, 216, 120 bis i 54. Els recitatius i la turba cantats estan extrets de la Passió segons Sant Marc de Reinhard Keiser.

### Ton Koopman (1999)
El 1999, Ton Koopman va presentar una reconstrucció completament diferent basada en la cantata BWV 25 (per al cor d'obertura) i la BWV 179 (per a la resta de cors).

### Jörn Boysen (2010)
El 2010, Jörn Boysen va construir una nova versió, reutilitzant les cantates 55 i 198, component els recitatius, els cors de la multitud i una ària. Aquesta versió ha estat representada en públic als Països Baixos i a Alemanya el 2011 i 2012.

### Jordi Savall (2018)
El 2018, Jordi Savall en va oferir la seva versió de la mà de les dues formacions que dirigeix: La Capella Reial de Catalunya (grup vocal dedicat a la interpretació de les músiques del segle d'or hispànic amb criteris històrics) i Le Concert des Nations (orquestra amb instruments d'època capaç d'interpretar un repertori que abasta des del Barroc fins al Romanticisme) i amb la participació de Veus–Cor Infantil Amics de la Unió. El concert es va poder escoltar a L'Auditori de Barcelona, al Teatre Auditori de Granollers i a la Philharmonie de París.